# Aquarium de La Réunion
L'aquarium de La Réunion est un aquarium privé situé sur un îlot artificiel au centre du port de plaisance de Saint-Gilles les Bains, station balnéaire de l'ouest de l'île de La Réunion.
Ouvert en 2000, il propose aux visiteurs un parcours qui commence par présenter la faune du lagon pour finalement s'achever sur celle des tombants. La scénographie interactive a été conçue par l'artiste français Pierre Luu. La visite des enfants est balisée par les commentaires d'un polype qui fait office de mascotte. Cet aquarium présente plus de 700 poissons de 180 espèces différentes, comme des requins pointes noires, des raies pastenagues, des requins léopard, des anges et des chirurgiens...